# Geologisches Museum der Provinz Hunan
Das Geologische Museum der Provinz Hunan (chinesisch 湖南省地质博物馆, Pinyin Hunan sheng dizhi bowuguan, englisch Geological Museum of Hunan Province) ist ein geologisches Museum in der Stadt Changsha in der chinesischen Provinz Hunan. Es wurde 1958 gegründet. Das Museum beherbergt eine Sammlung von über 20.000 Stücken.